# Praça de Espanha (stație de metrou din Lisabona)
Praça de Espanha (în română Piața Spaniei, denumită Palhavã anterior anului 1998) este o stație de pe linia albastră a metroului din Lisabona. Stația este situată sub piața Praça de Espanha și permite accesul la sediul și parcul Fundației Calouste Gulbenkian, la Moscheea din Lisabona, la Teatrul Aberto, Teatro da Comuna și la terminalul de autobuze situat în piață.

## Istoric
Stația „Praça de Espanha” este una din cele 11 care aparțin rețelei originale a metroului din Lisabona și a fost inaugurată pe 29 decembrie 1959, sub numele de „Palhavã”. Proiectul original al stației îi aparține arhitectului Francisco Keil do Amaral, iar decorațiunile pictoriței Maria Keil.
Pe 15 octombrie 1980 s-au încheiat ample lucrări de reabilitare și extindere a stației, după un proiect al arhitectului Sanchez Jorge și decorațiuni ale pictoriței Maria Keil. Lucrările au presupus prelungirea peroanelor și construirea unui nou hol de acces.
În decembrie 2018, în cadrul unei expoziții intitulate „Desenează în metrou”, în stație au fost expuse circa 16 desene realizate în mare parte de elevi și tineri aflați sub tratament la Institutul Portughez de Oncologie din Lisabona. Inițiativa expoziției a aparținut ilustratoarei Teresa Ruivo, care a avut ideea de a-i face pe copii să uite temporar de tratamentele dureroase prin intermediul artei imaginației și a plăcerii de a desena.
În luna mai 2019, în scopul reducerii consumului de energie electrică din rețea, Metroul din Lisabona a anunțat că a demarat un proiect de înlocuire a iluminatului existent în mai multe stații, inclusiv  în „Praça de Espanha”, cu corpuri de iluminat funcționând pe baza tehnologiei LED, având o durată de viață mai mare și permițând o scădere a costurilor cu energia de până la 60%.

## Legături

### Autobuze orășenești

#### Carris
- 716 Alameda D. A. Henriques ⇄ Benfica - Al. Padre Álvaro Proença
- 726 Sapadores ⇄ Pontinha Centro
- 746 Marquês de Pombal ⇄ Estação Damaia
- 756 Olaias ⇄ Rua da Junqueira[6]

#### Aerobus
- Linha 2 Aeroporto ⇄ Sete Rios[7]

### Autobuze preorășenești

#### Transportes Sul do Tejo
- 151 Charneca de Caparica (Solmar) ⇄ Lisabona (Marquês de Pombal)
- 152 Almada ⇄ Lisabona (Praça de Espanha) (via Alcântara)
- 153 Costa de Caparica ⇄ Lisabona (Praça de Espanha) (via Alcântara)
- 158 Lisabona (Praça de Espanha) ⇄ Trafaria (via Alcântara)
- 159 Lisabona (Praça de Espanha) ⇄ Marisol (via Alcântara)
- 160 Almada ⇄ Lisabona (Praça do Areeiro) (via Alcântara)
- 161 Costa da Caparica ⇄ Lisabona (Praça do Areeiro) (via Alcântara)
- 162 Lisabona (Praça de Espanha) ⇄ Quinta do Brasileiro
- 168 Lisabona (Praça de Espanha) ⇄ Torre da Marinha/Depósito de Água (via Amora)
- 176 Almada (Praça S. J. Batista) ⇄ Lisabona (Cidade Universitária) (via Alcântara)
- 207 Lisabona (Praça de Espanha) ⇄ Sesimbra (via AE)
- 252 Lisabona (Praça de Espanha) ⇄ Quinta do Conde (via Redondos)
- 260 Lisabona (Praça de Espanha) ⇄ Sesimbra (via Laranjeiro)
- 561 Lisabona ⇄ Setúbal (via Podul 25 de Abril) (Rápida)
- 563 Lisabona ⇄ Setúbal (via Podul Vasco da Gama și Pinhal Novo) (Rápida)
- 754 Lisabona ⇄ Setúbal (via AE e Casal do Marco)
- 755 Lisabona (Praça de Espanha) ⇄ Setúbal (via Laranjeiro)[8]